# Сарбурма
Сарбурма, також відомий просто як бурма серед кримських татар і як перекочівник (пол. pierekaczewnik, біл. перакачаўнік) серед литовський татар, є традиційним м'ясним пирогом у кримськотатарській кухні. У кримськотатарській мові sarmaq означає «загорнути», а burmaq «завити».  
Його назва серед литовський татар походить від російського дієслова перека́тывать «котитися». Нині це поширена закуска в Криму, сусідніх регіонах України (укр. сарбурма) та в Туреччині (тур. etli kol böreği).
У Польщі це особлива кухня ліпських татар і захищена регламентом Європейського Союзу із захищеним позначенням походження. Основними інгредієнтами є традиційно баранина та тісто. Те ж саме використовується в іншій дуже популярній кримській та турецькій страві — чебурек.

## Дивись також
- Берек